# Crna trubača
Crna trubača (lat. Craterellus cornucopioides), ukusna je i jestiva gljiva,iz porodice Cantharellaceae. Klobuk je promjera od 1-12 cm, i trubasta je oblika, te sive do crne boje. Unutarnja je strana klobuka svijetlo sive boje.Miris je blag, specifičan.Posebno dobra za sušenje.

## Sastav
Na 100 gr suhe tvari crna trubača sadrži 69.45 g bjelančevina, 13.44 g ugljikohidrata i 4.88 g masti,te oko 87 mg vitamina C.Sukladno novijim istraživanjima  gljiva  je i razmjerno  bogat  izvor vitamina  B 12( 1,79 -2,65 mkg/na 100 g suhe tvari).

## Ljekovitost
Sukladno novijim  istraživanjima  gljiva je i  ljekovita.

### Knjige
- Grlić, Lj., Samoniklo jestivo bilje, Zagreb 1980.
- Božac, R., Gljive, Zagreb 2007.
- Focht, I., Ključ za gljive, Zagreb 1986.

### Periodika
Liu Y, Duan X, Zhang M, Li C, Zhang Z, Hu B, et al. Extraction, structure characterization, carboxymethylation and antioxidant activity of acidic polysaccharides from Craterellus cornucopioides. Ind Crops Prod. (2021) 159:113079.
Guo H, Diao QP, Hou DY, Li ZH, Zhou ZY, Feng T, et al. Sesquiterpenoids from cultures of the edible mushroom Craterellus cornucopioides. Phytochem Lett. (2017) 21:114–7.
Yang WW, Wang LM, Gong LL, Lu YM, Pan WJ, Wang Y, et al. Structural characterization and antioxidant activities of a novel polysaccharide fraction from the fruiting bodies of Craterellus cornucopioides. I Int J Biol Macromol. (2018) 117:473–82. doi: 10.1016/j.ijbiomac.2018.05.212
Guo M, Meng M, Zhao J, Wang X, Wang C. Immunomodulatory effects of the polysaccharide from Craterellus cornucopioides via activating the TLR4-NFkappaB signaling pathway in peritoneal macrophages of BALB/c mice. Int J Biol Macromol. (2020) 160:871–9. doi: 10.1016/j.ijbiomac.2020.05.270
Guo MZ, Meng M, Feng CC, Wang X, Wang CL. A novel polysaccharide obtained from Craterellus cornucopioides enhances immunomodulatory activity in immunosuppressive mice models via regulation of the TLR4-NF-kappaB pathway. Food Funct. (2019) 10:4792–801. doi: 10.1039/c9fo00201d

## Vanjske poveznice
- Mushroom Observer (mushroomobserver.org), projekt posvećen identifikaciji gljiva
- An Aid to Mushroom Identification  Arhivirana inačica izvorne stranice od 26. srpnja 2009. (Wayback Machine), Simon's Rock College
- Online identifikacija jestivih gljiva
- Lista stranica s naputcima za identifikaciju
- identifikacija gljiva